# Arquidiocese de León
A Arquidiocese de León (Archidiœcesis Leonensis) é uma circunscrição eclesiástica da Igreja Católica situada em León de Los Aldama, México. Seu atual arcebispo é Jaime Calderón Calderón. Sua Sé é a Catedral Basílica de Nossa Mãe Santíssima da Luz.
Possui 125 paróquias servidas por 398 padres, contando com 3 014 480 habitantes, com 91,3% da população jurisdicionada batizada (2 750 900 batizados).

## História
A diocese de León foi erigida em 26 de janeiro de 1863 com a bula Gravissimum sollicitudinis do Papa Pio IX, recebendo o território da diocese de Michoacán (atual Arquidiocese de Morelia), que nesse momento foi elevada à arquidiocese metropolitana. A sé de León era originalmente sufragânea da diocese-mãe.
Em 13 de outubro de 1973, cedeu uma parte de seu território para o benefício da ereção da Diocese de Celaya.
Em 5 de novembro de 1988 passou da província eclesiástica da Arquidiocese de Morelia para a da Arquidiocese de San Luis Potosí.
Em 3 de janeiro de 2004, cedeu outra parte do seu território em benefício da ereção da Diocese de Irapuato.
Em 25 de novembro de 2006 com a bula Mexicani populi do Papa Bento XVI a diocese é elevada à dignidade de arquidiocese metropolitana, assinalando como sufragâneas as dioceses de Celaya, de Irapuato e de Querétaro. Na bula, a província eclesiástica leva o nome de Bajío.
No mês de março de 2012 a Arquidiocese recebeu a visita pastoral do Papa Bento XVI.

## Prelados
| #               | Nome                                          | Período    | Notas                                     |
| Arcebispos      | Arcebispos                                    | Arcebispos | Arcebispos                                |
| --------------- | --------------------------------------------- | ---------- | ----------------------------------------- |
| 3º              | Jaime Calderón Calderón                       | 2024-      | Atual                                     |
| 2º              | Alfonso Cortés Contreras                      | 2012-2024  | Arcebispo emérito                         |
| 1º              | José Guadalupe Martín Rábago                  | 2006-2012  | Arcebispo emérito                         |
| Bispos          |                                               |            |                                           |
| 10º             | José Guadalupe Martín Rábago                  | 1995-2006  | Elevado à Arcebispo                       |
| 9º              | Rafael García González                        | 1992-1994  |                                           |
| 8º              | Anselmo Zarza Bernal                          | 1966-1992  |                                           |
| 7º              | Manuel Martín del Campo Padilla               | 1948-1965  | Nomeado Arcebispo coadjutor de Morelia    |
| 6º              | Emeterio Valverde y Télles                    | 1909-1948  |                                           |
| 5º              | José Mora y del Río                           | 1907-1908  | Nomeado Arcebispo do México               |
| 4º              | Leopoldo Ruiz y Flóres                        | 1900-1907  | Nomeado Arcebispo de Linares o Nueva León |
| 3º              | Santiago de los Santos Garza Zambrano         | 1898-1900  | Nomeado Arcebispo de Linares o Nueva León |
| 2º              | Tomás Barón y Morales                         | 1882-1898  |                                           |
| 1º              | José María de Jesús Diez de Sollano y Dávalos | 1863-1881  |                                           |
| Bispo-coadjutor |                                               |            |                                           |
|                 | Manuel Martín del Campo Padilla               | 1946-1948  |                                           |
| Bispo-auxiliar  |                                               |            |                                           |
|                 | Juan Frausto Pallares                         | 2005-2016  | Bispo auxiliar emérito                    |